# Estação Gavarra
Gavarra é uma estação da linha Linha 5 do Metro de Barcelona.
- Barcelona;  Espanha,  Catalunha.